# راي كريستنسن
راي كريستنسن (بالإنجليزية: Ray Christensen)‏ هو معلق رياضي أمريكي، ولد في 6 مايو 1924 في منيابولس في الولايات المتحدة، وتوفي في 5 فبراير 2017 في روسيماونت في الولايات المتحدة.